# Michelská
Michelská je ulice v Praze 4 spolující ulice Nuselská a U Plynárny s ulicí Vídeňskou. Je orientována severo-jižním směrem a je dlouhá přibližně 2 km. Po celé své délce je obousměrná a jedná se současně o silnici II. třídy.
Do roku 1935 se jednalo o ulice dvě: Michelskou a Palackého. Ulice stojí na původní cestě z Michle do Horní Krče.

## Průběh
Začíná na úpatí Tyršova vrchu na světelné křižovatce ulic Nuselská a U Plynárny. Pokračuje jižním směrem a zanedlouho překračuje po mostě Botič. Zprava začíná ulice U Michelského mlýna s bývalou synagogou, vlevo se nachází Michelský dvůr, někdejší statek v němž sídlí organizace Domov Sue Rider. Následuje světelná křižovatka s ulicí Ohradní; zde se Michelská stáčí východním směrem. Vlevo odbočuje ulice Hadovitá a Michelská se postupně obrací na jih. Dále vlevo ulice Prostřední a vpravo Baarova, vlevo Pobočná, vpravo Jemnická, světelná křižovatka Vyskočilova (vpravo), V Zápolí (vlevo). Pokračuje vlevo ulice Na Rolích, vpravo Hodonínská, znovu vpravo Hodonínská a proti ní šikmo na jihovýchod Podle Kačerova. Následuje světelná křižovatka v křížení s ulicí Na Záhonech a pod mostem ulice 5. května pokračuje ke stanici metra Kačerov. Nedaleko odtud na světelné křižovatce nájezdu na Jižní spojku pokračuje za křižovatkou jako Vídeňská.

## Galerie

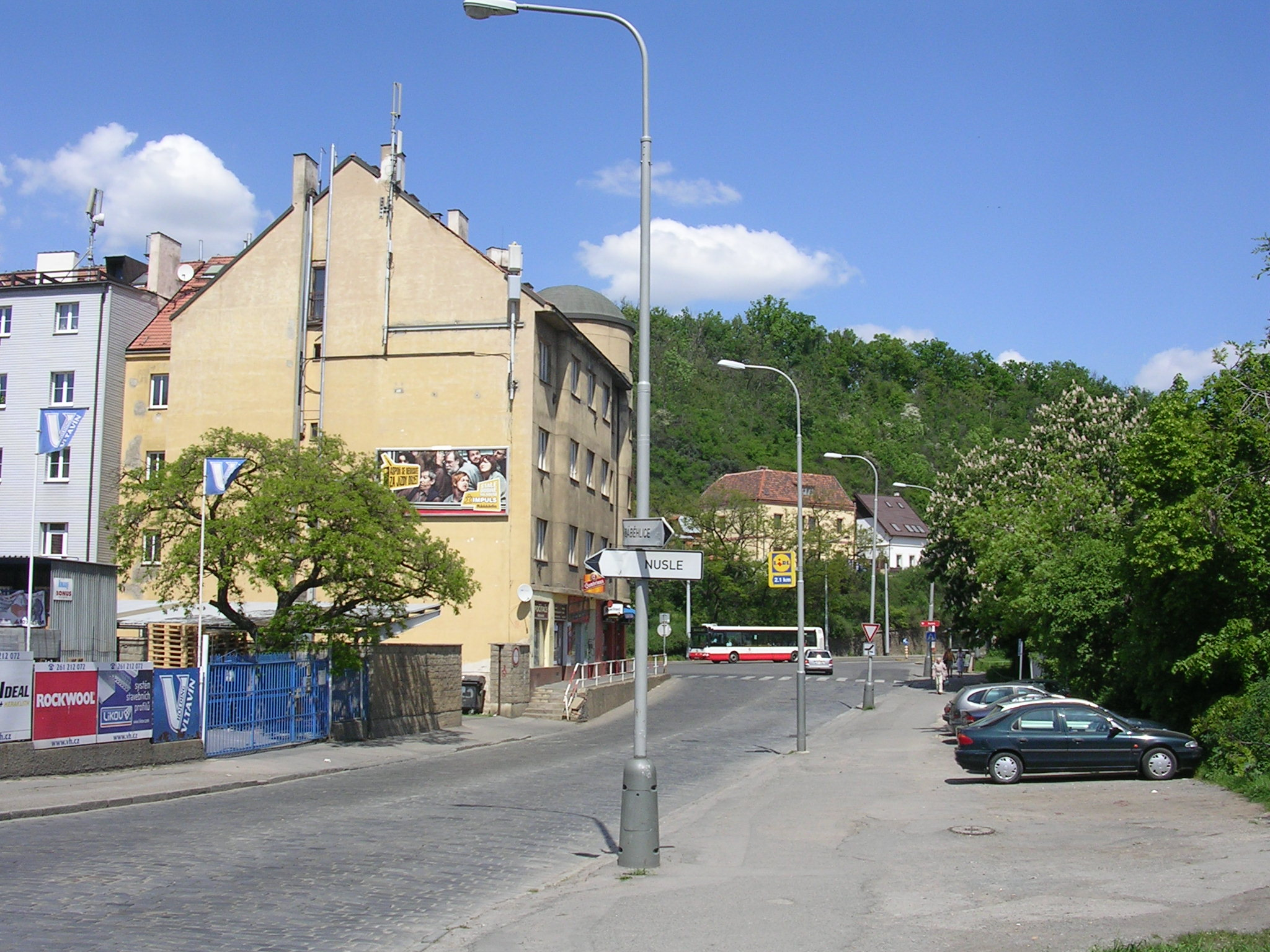
Pohled ke křižovatce Nuselská x Michelská x U Plynárny
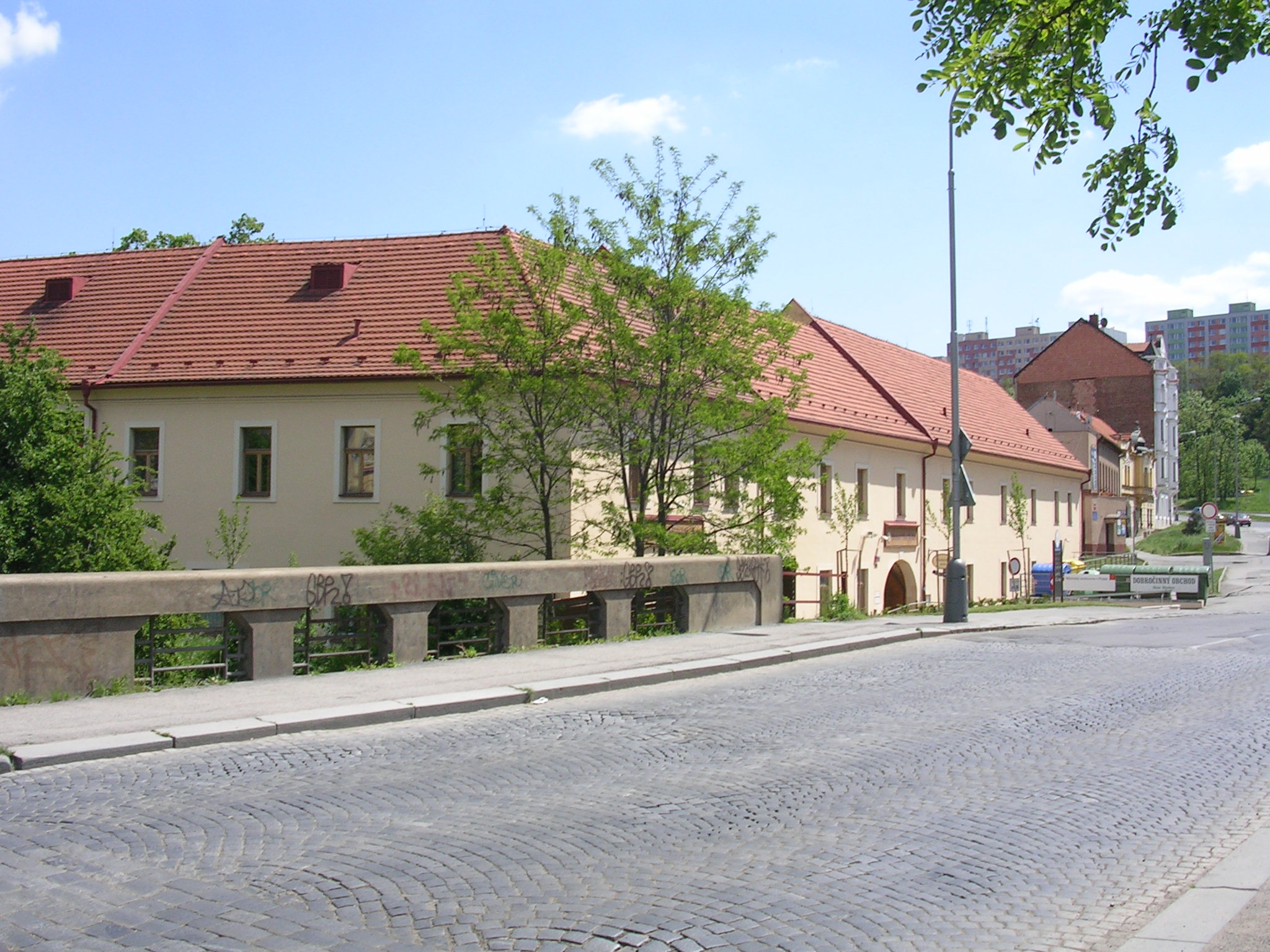
Most přes Botič (v roce 2008 ještě dlážděn kostkami), v pozadí Domov Sue Rider
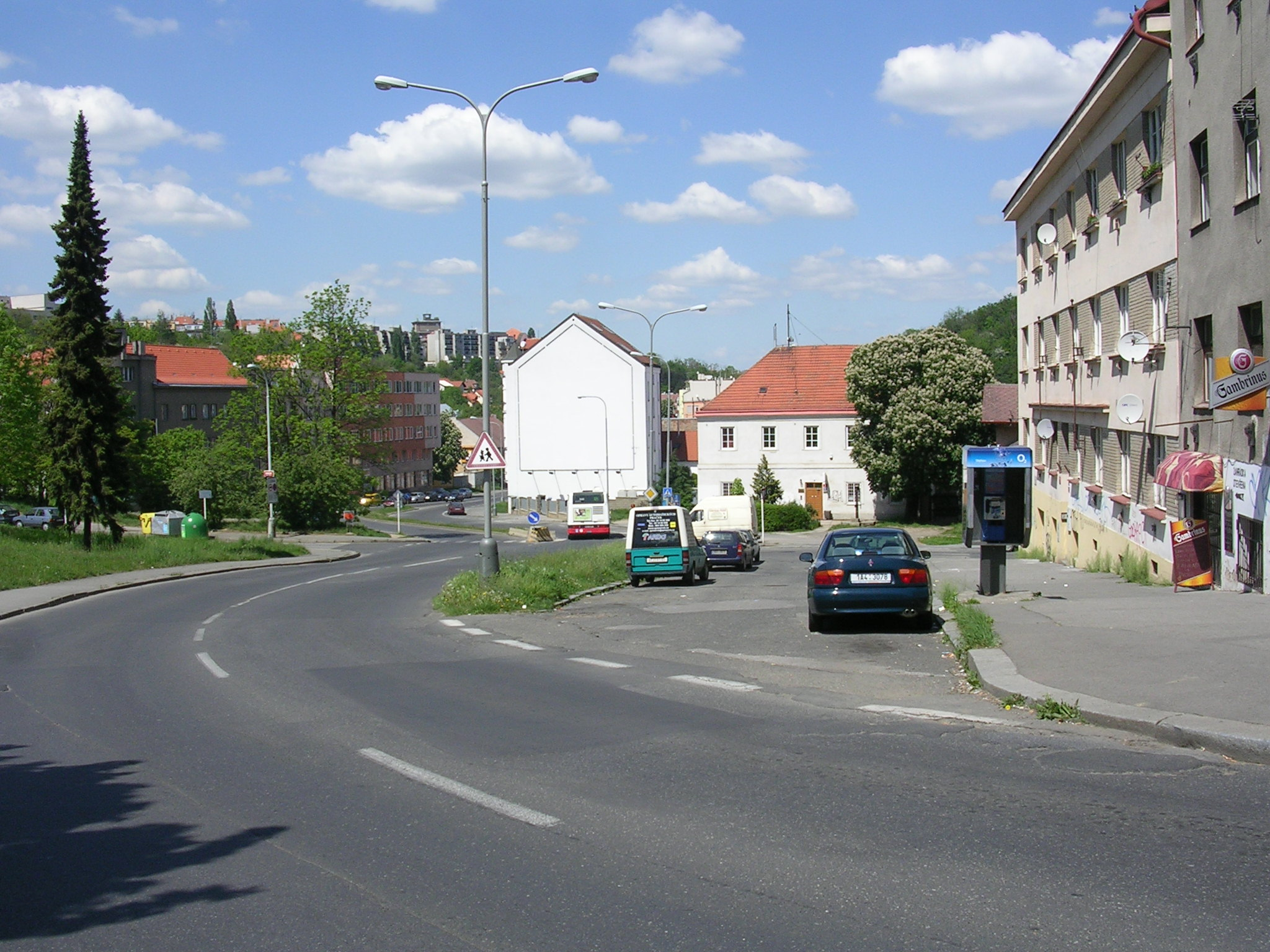
Pokračování v Michli
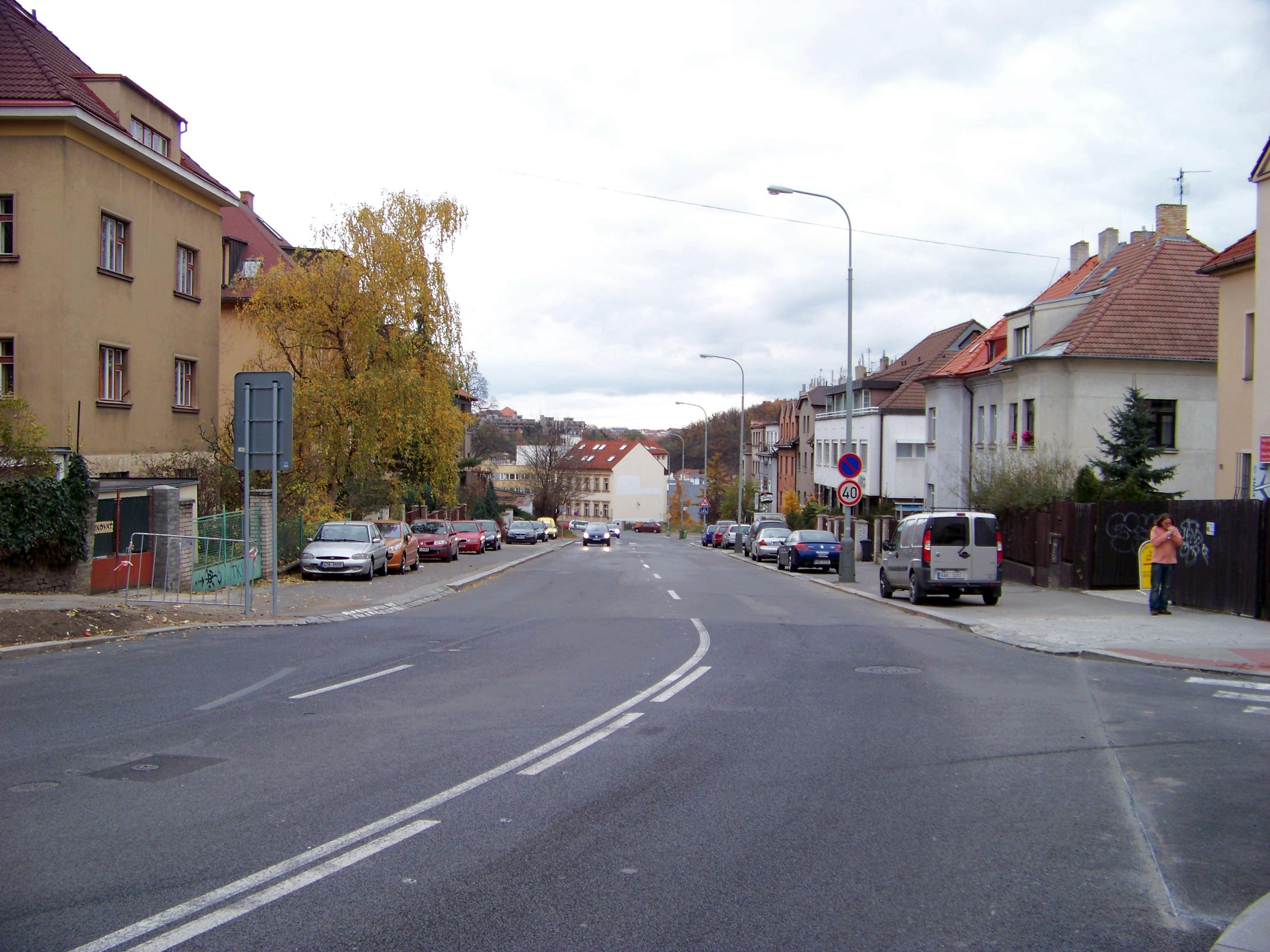
Klesání od ulice Prostřední
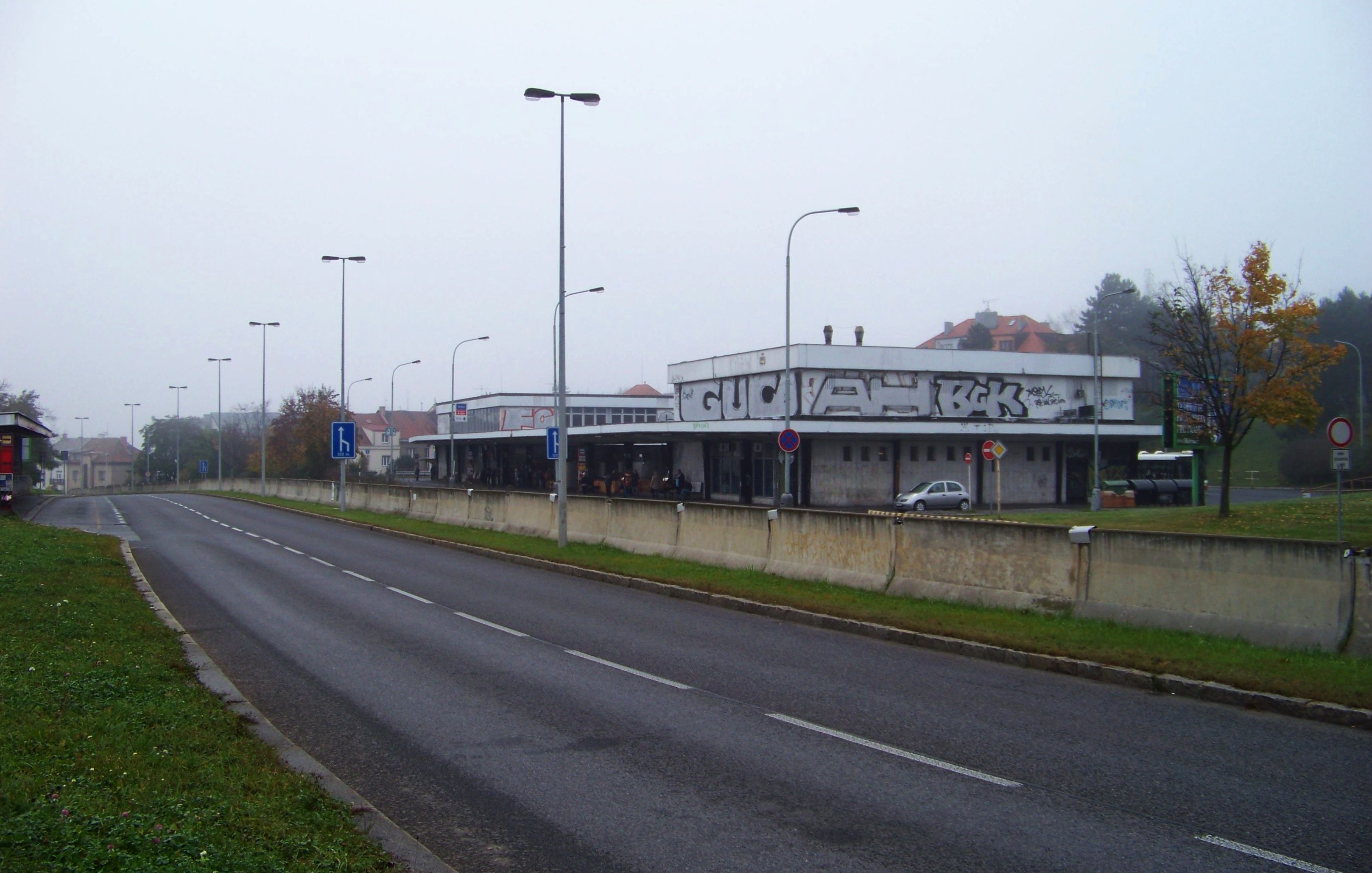
Stanice metra C Kačerov z Michelské
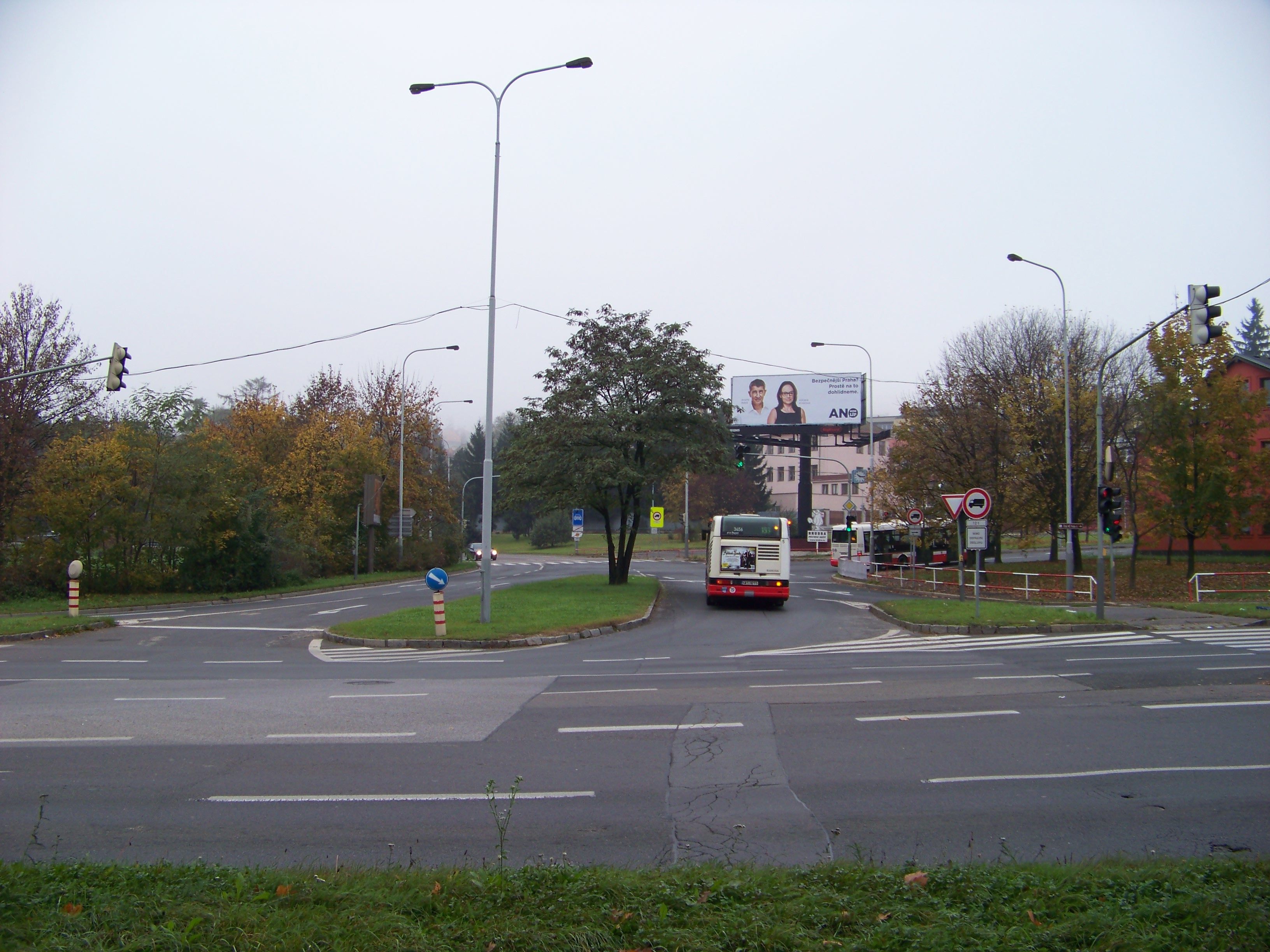
Křižovatka s nájezdem na Jižní spojku

## Významné objekty
V Michelské ulici a jejím okolí se nachází některé významné objekty:
- Tyršův vrch
- Michelský dvůr, dnes sídlo organizace Domov Sue Rider
- zaniklý Michelský mlýn
- Michelská synagoga, dnes modlitebna sboru Alberta Schweitzera Církve československé husitské
- Michelské plynárny
- Michelské pekárny
- Kačerov (stanice metra) a Praha-Kačerov (železniční zastávka)